# 佐林齊
49°14′23″N 28°1′51″E / 49.23972°N 28.03083°E
佐林齊（烏克蘭語：Зоринці），是烏克蘭的村落，位於該國西南部文尼察州，由日梅林卡區負責管轄，面積1.33平方公里，海拔高度304米，2001年人口343，人口密度每平方公里258.87人。